# The Cat Concerto
The Cat Concerto là tập phim thứ 29 trong loạt phim hoạt hình ngắn của Mỹ Tom và Jerry. Tập phim được thực hiện năm 1946, do Fred Quimby sản xuất, đạo diễn là William Hanna và Joseph Barbera, được phát hành tại các rạp chiếu vào ngày 26 tháng 4 năm 1947. Đây được xem là một trong những tập phim Tom và Jerry xuất sắc nhất, được trao giải Oscar cho Phim hoạt hình ngắn xuất sắc nhất năm 1946. Năm 1994, tập phim được bầu chọn đứng thứ 42 trong danh sách 50 Phim hoạt hình hay nhất mọi thời đại bởi các chuyên gia trong lĩnh vực phim hoạt hình.

## Nội dung
Trong một buổi hòa nhạc trang trọng, Mèo Tom là một nghệ sĩ dương cầm đang biểu diễn tuyệt đẹp bản "Hungarian Rhapsody No. 2" của Franz Liszt. Chuột Jerry, đang sống và ngủ bên trong cây đàn piano, bị đánh thức một cách thô bạo, sau đó đã thức dậy và tìm cách phá rối Tom trong toàn bộ phần còn lại của màn biểu diễn.

## Tiếp nhận
Nhà phê bình phim The Chiel của tờ báo Úc The Age cho rằng The Cat Concerto là phim hay nhất năm 1947, phát biểu: “trong quan niệm và hoạt hình, tôi nghĩ rằng tập phim ngắn này đã đạt đến mức độ cao nhất về tính hài hước và giả tưởng trên màn ảnh."
Tập phim có mặt trong danh sách 500 Phim hay nhất mọi thời đại của tạp chí Empire ở vị trí 434.
Ngoài ra, tập phim cũng đã được một đề cử Giải thưởng Điện ảnh Viện Hàn lâm Anh Quốc năm 1949, hạng mục Giải Đặc biệt cho phim.